# Vogelbeobachtung

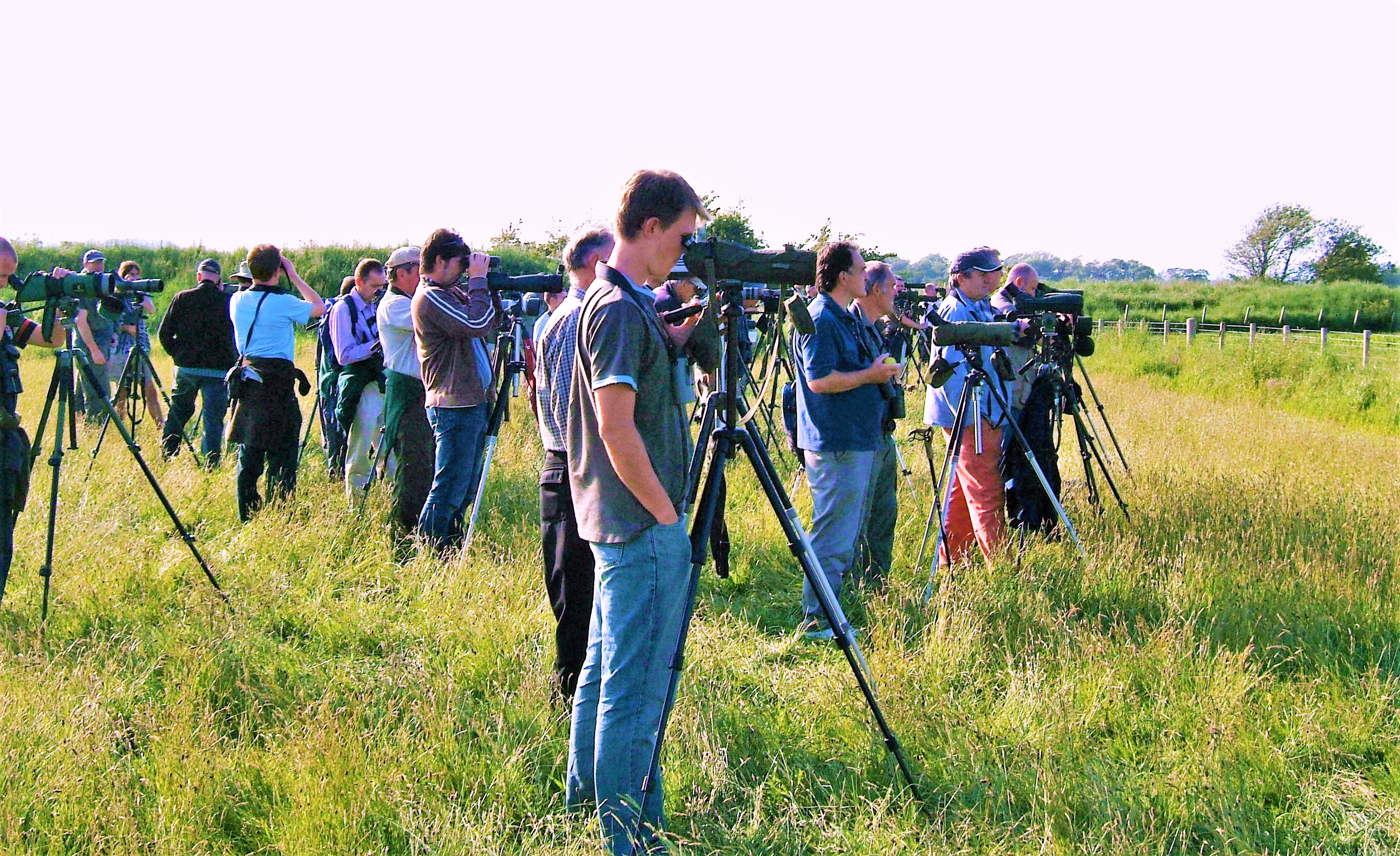
Vogelbeobachter

Die Vogelbeobachtung ist ein praktisches Teilgebiet der Ornithologie (Vogelforschung), bei der Vögel beobachtet und nach Art, Alter und Geschlecht bestimmt werden. Das Interesse an der hobbymäßigen Vogelbeobachtung ist hoch. Es wird auch als Vogelgucken oder als Birding bezeichnet. Vogelgucker oder Birder werden im Englischen birdwatcher genannt. Manche führen akribisch Listen mit den gesehenen oder gehörten Vogelarten, sogenannte Artenlisten. Andere beobachten Vögel zur Entspannung. Neuerdings erscheinen mehr Berichte, die nicht nur biologisch-sachlich über Vogelbeobachtungen informieren, sondern auch vom Glück und den tiefgreifenden Erfahrungen beim Blick auf Vögel und ihr Verhalten.

## Definition

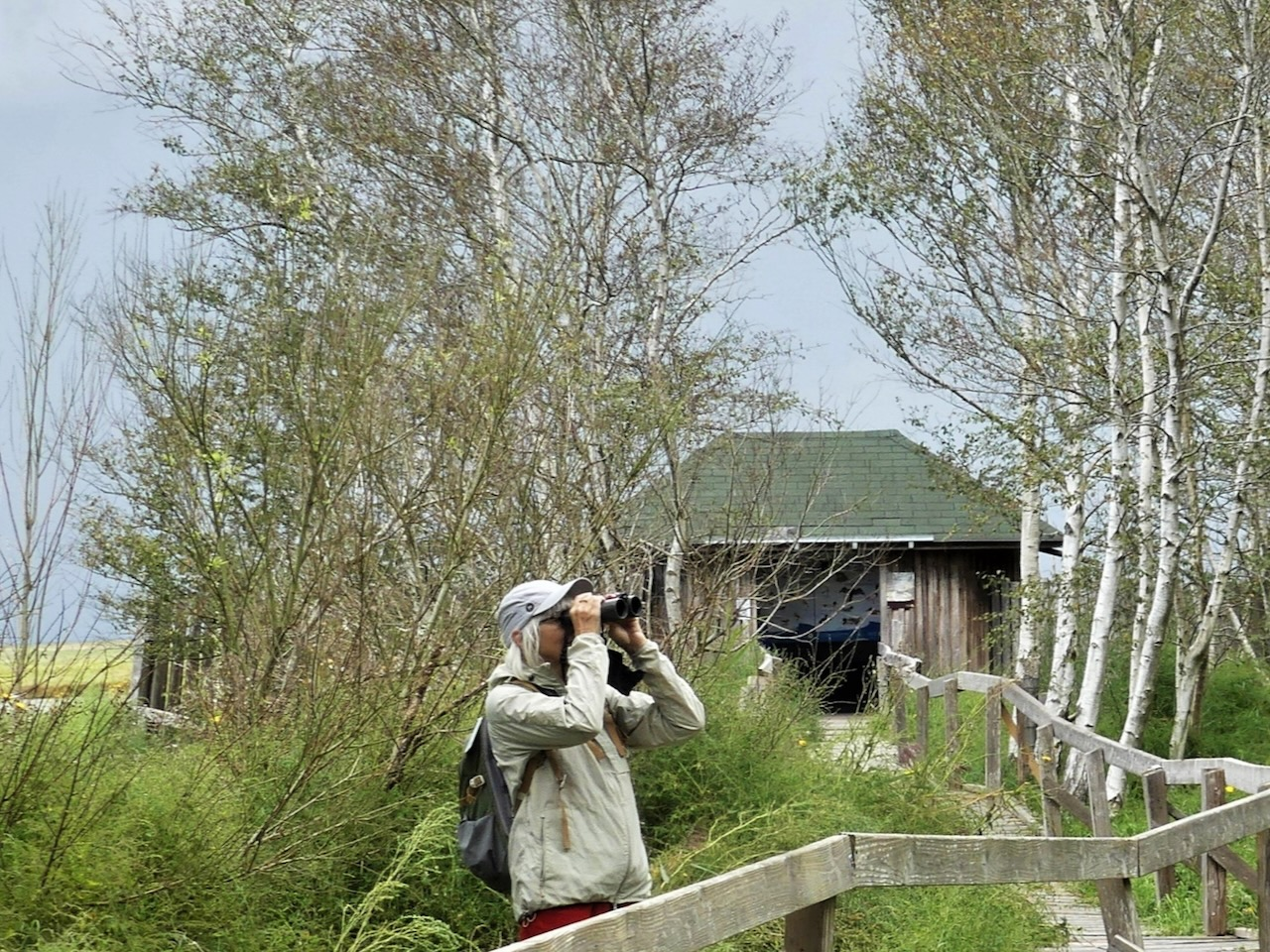
Vogelbeobachterin am Jadebusen

Zur Vogelbeobachtung gehört, das Äußere, typische Verhaltensweisen und insbesondere die Lautäußerungen des Tieres wahrzunehmen und einzuordnen. Wichtiges Hilfsmittel ist ein gutes Fernglas, auf weite Entfernungen ist ein Spektiv nützlich. Wird eine Digitalkamera zur Dokumentation benutzt, nennt man dies Digiscoping. Vogelarten werden oft anhand ihres Gesanges unterschieden. Zur Vogelbeobachtung gehört zudem, die Spuren von Vögeln, wie z. B. ihre Nester, Federn und Gewölle, zu erkennen und richtig einzuordnen. Das erfordert besondere Fachkenntnis.
Für Forschung oder Naturschutz werden auch Kartierungen, Bestandserfassungen oder Monitorings durchgeführt. Die Datenerfassung im Feld erfolgt heute großteils durch Freiwillige und Amateure.

## Voraussetzungen
Neben umfangreichem Wissen über die Biologie der Vögel erfordert die Vogelbeobachtung vor allem Erfahrung in der Bestimmung von Vögeln und ein angepasstes, die Tiere nicht störendes Verhalten. Grundlegendes Wissen bieten die zahlreichen Vogelbestimmungsbücher und verständliche Einführungen in die Anatomie und Lebensweise von Vögeln. Digitale Medien bieten vielerlei Möglichkeiten, Vogelarten durch spezielle Apps kennenzulernen oder auf einer Vogeltour den Gesang einer Art zu identifizieren. Das gezielte Abhören von Vogelstimmenaufnahmen zu Hause erleichtert und verbessert ebenfalls die Vogelbeobachtung.
Beim Einstieg in die Vogelbeobachtung helfen u. a. Ornithologen und andere Vogelkundige, die meistens in Naturschutzverbänden oder in regional arbeitenden Vereinen organisiert sind. Hilfreich sind zudem ornithologische Führungen in Stadt und Land. Ökotourismusunternehmen bieten zudem Vogelerkundungsreisen an, die von erfahrenen Ornithologen und teils von Naturfotografen geleitet werden.

## Wettbewerb
Die sportive Version des Vogelbeobachtens nennt sich „Twitchen“ bzw. Spotting. Dabei geht es mehr um ein Artensammeln als um die eigentliche Vogelbeobachtung.
Die weltweit erfolgreichste Twitcherin war Phoebe Snetsinger, die zwischen 1965 und ihrem Tod im Jahre 1999 ungefähr 8400 Vogelarten beobachten konnte und dafür einen Eintrag im Guinness-Buch der Rekorde erhielt. Im Jahr 2017 hält Jonathan Hornbuckle (1943–2018) mit rund 9600 Vogelarten den Rekord.